# Northrop X-21
Northrop X-21 bylo americké experimentální letadlo pro testování křídla s řízením mezní vrstvy, kterému se říkalo také řízení laminárního proudění (Laminar Flow Control – LFC).  Dvojice letadel X-21 byla postavena z vyřazených letadel typu Douglas WB-66D. Cílem postavených prototypů bylo vyzkoušet technologii pro aktivní řízení laminárního proudění okolo křídel, které mělo vést k až dvojnásobnému zvýšení doletu a vytrvalosti letadel. Ačkoliv letouny X-21 ukázaly, že technologie pro řízení laminárního proudění funguje, tak zároveň přispěly ke zjištění, že sloty pro řízení proudění trpěly na ucpávání nečistotami (hmyzem, ledem, deštěm). To vedlo k jejich nižší účinnosti a současně zvyšovalo nároky na údržbu.

## Konstrukce
Konstrukce letadla vycházela z typu WB-66D. Jednalo se o dvoumotorový proudový hornoplošník, který měl nově hrb na horní části trupu. V hrbu letadla se tak nacházel prostor pro posádku, která měla pět členů, a pro měřicí přístroje, které byly za letu snímány pomocí kamery. Nosné šípové křídlo bylo 40% zmenšeninou křídla letounu Douglas DC-8. Navíc bylo upravené tak, aby mohlo při letu ovlivňovat mezní vrstvu. Pro odvádění vzduchu bylo poseté štěrbinami, tzv. sloty. Ze štěrbin byl za letu odsáván vzduch, který byl přiváděn soustavou trubic ke kompresorům. Tím docházelo k potlačování mezní vrstvy, což vedlo k tomu, že letoun mohl aktivně řídit laminární proudění okolo křídla. Motorové gondoly byly přesunuty z pylonů pod křídly na záď letounu. Místo původních motorů Allison J71 létaly X-21 s motory General Electric J79-GE-13. Z dvojice motorů J-79 byl přiváděn vzduch k pohonu kompresorů uchycených na křídlech X-21 pro nasávání vzduchu ze štěrbin na křídlech.

## Vznik a vývoj
Ovládání laminárního proudění je v letectví považováno za svatý grál. Udržení laminárního proudění okolo celého letadla by vedlo ke snížení celkového odporu letadla. To by vedlo k úspoře paliva, zlepšení doletu a vytrvalosti. Udržení laminárního proudění je ale náročné, neboť mezní vrstva je přirozeně turbulentní. Metrikou pro vyhodnocení může být bezrozměrná veličina označovaná jako Reynoldsovo číslo. To se mimo jiné používá pro určování typu proudění. Čím větší je Reynoldsovo číslo, tím čelí letadlo vyššímu odporu kvůli většímu turbulentnímu proudění. Výzkumné práce související s laminárním prouděním okolo křídel začaly již ve 30. letech 20. století. Nejprve v aerodynamických tunelech. Výzkumníci z Langley Memorial Aeronautical Laboratory NACA roku 1941 mohli začít s testováním upraveného křídla letadla Douglas B-18 Bolo. Výsledky výzkumu se uplatnily již za 2. světové války u stíhacího letadla North American P-51 Mustang, jehož profil křídla byl navržen tak, aby bylo dosahováno laminárního proudění. Po 2. světové válce výzkum pokračoval nejen v USA, ale i v Británii upraveným de Havilland Vampire. V polovině 50. letech 20. století na výzkum řízení laminárního proudění navázaly Spojené státy s upravenou částí křídla letounu Lockheed F-94 Starfire, který využíval princip ovlivňování mezní vrstvy jako pozdější Northrop X-21.
Letectvo Spojených států se o výzkum řízení laminárního proudění začalo znovu zajímat počátkem 60. let v souvislosti s chystaným projektem nového transportního letadla, kterým se později mělo stát letadlo Lockheed C-5 Galaxy. 4. června 1961 odhalila společnost Northrop existenci plánu USAF na postavení letadla s „porézním křídlem“, které mělo eliminovat až 80 % tření, pod vedením Wernera Pfenningera.

## Letové zkoušky

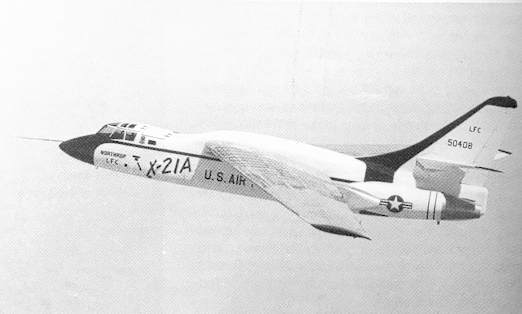
X-21 A během letu, 1963

První letadlo, vzniklé přestavbou WB-66D (S/N 55-0408), vzlétlo 18. dubna 1963 s pilotem Jackem Wellsem z letiště Hawthorne na Edwardsovu leteckou základnu. První let, kdy byl zkoušen systém řízení laminárního proudění, nastal až 14. května 1963, kdy X-21A demonstroval schopnost dosáhnout laminárního proudění na 75 % křídla. Při testování se ukázalo, že letoun je ovladatelný i za situací, kdy jedno křídlo využívá laminární proudění a druhé křídlo čelí turbulentnímu proudění vzduchu.
Druhé letadlo X-21B absolvovalo svůj první let 15. srpna 1963 rovněž s pilotem Wellsem. Od prvního prototypu se lišilo odmrazovacím zařízením a doplněným testovacím vybavením.
Systém pro řízení laminárního proudění byl náročný na údržbu, neboť docházelo k zanášení štěrbin nečistotami. Kromě nečistot jej dokázaly deaktivovat také ledové krystaly v atmosféře, které například při průletu letadla cirrem vedly k zaslepení štěrbin, což vedlo ke ztrátě laminárního proudění.
Při posledních letech letounů X-21 bylo dosaženo laminárního proudění až na 95 % povrchu křídla.
Letouny X-21 vykonaly více než 200 letů v režimu LFC. Northrop NORAIR podal závěrečnou zprávu k projektu X-21 roku 1967.

## Osud letadel
Dvojice letadel X-21 přečkala letové testy, ale žádné z těchto letadel se nestalo součástí sbírek letového muzea. Jejich trupy byly zanechány v poušti u Edwardsovy letecké základny (jeden z nich na souřadnicích 34°50'12.6"N 117°44'34.4"W).

## Specifikace (X-21A)
Technické údaje
- Počet členů posádky: 5
- Délka: 22,94 m (75,3 ft)
- Rozpětí: 28,51 m (93,5 ft)
- Výška: 7,8 m (26 ft)
- Plocha křídel: 116,17 m2 (1 250,4 sq ft)
- Prázdná hmotnost: 20 783 kg (45 819 lb)
- Vzletová hmotnost: 37 727 kg (83 174 lb)

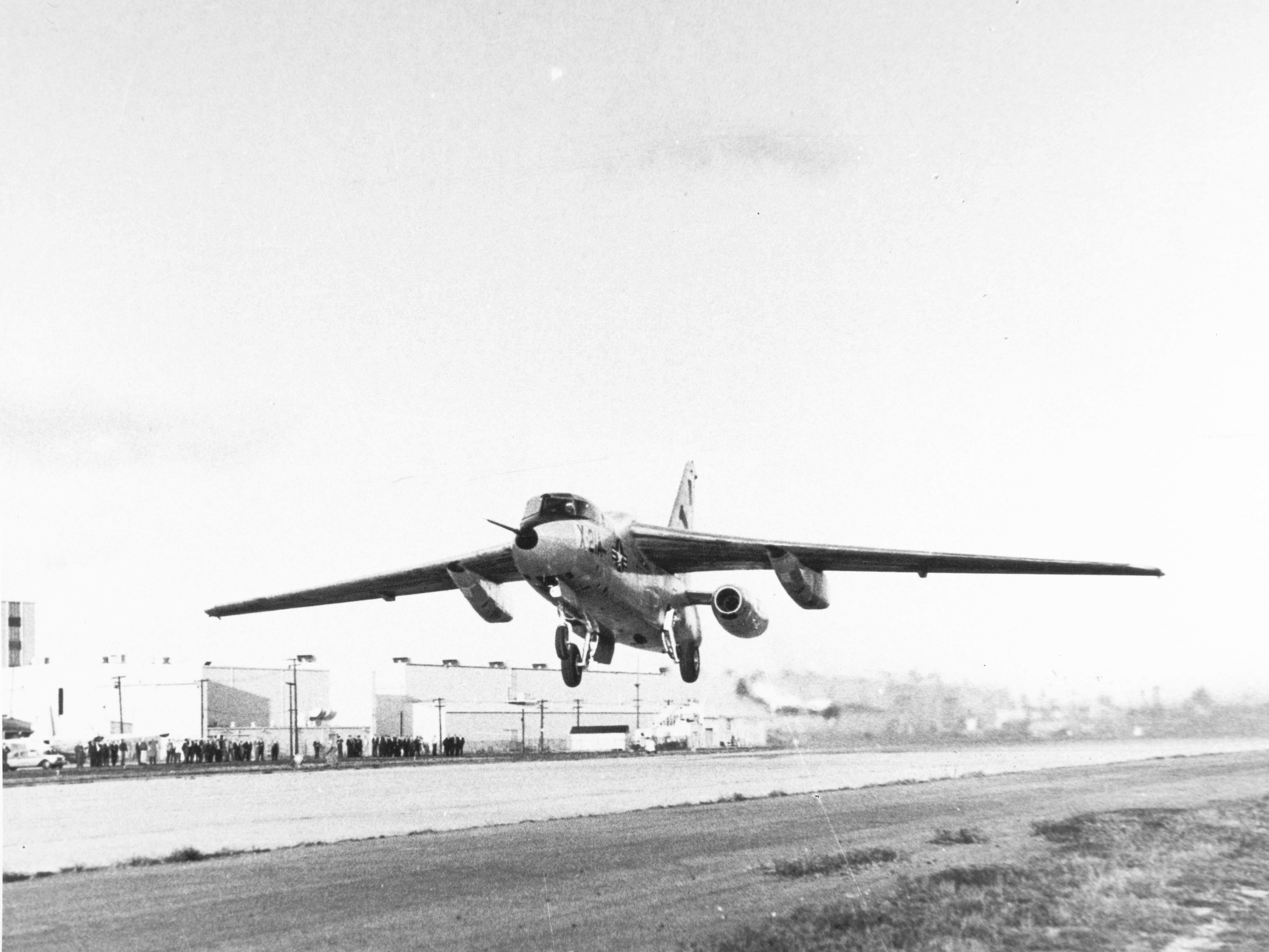
Northrop X-21A

- Pohonná jednotka: 2 × proudové motory General Electric J79-GE-13, každý o tahu (42 kN)

Výkony
- Maximální rychlost: 896 km/h (557 mph)
- Dostup: 12 957 m2 (139 470 sq ft)
- Dolet: 7 697 km (4 783 mi)